# Matthew Ridley, I visconte Ridley
Matthew White Ridley, I visconte Ridley (Londra, 25 luglio 1842 – Blagdon Hall, 28 novembre 1904), è stato un politico inglese.

## Biografia
Era il figlio di sir Matthew White Ridley IV baronetto, e di sua moglie, Cecilia Anne Parke, figlia di James Parke, I barone Wensleydale.

## Carriera
Nel 1868, è stato eletto deputato conservatore per il collegio di North Northumberland, carica che mantenne per diciassette anni prima di essere nominato per Blackpool Division of North Lancashire nel 1886.
Dopo essere stato sottosegretario per gli affari interni per due anni, è stato segretario al tesoro (1885-1886). Nel 1895 Ridley è diventato segretario di Stato per gli affari interni, incarico che ricoprì fino al suo pensionamento nel 1900. Nello stesso anno fu creato visconte Ridley e barone Wensleydale.

## Matrimonio
Sposò, il 10 dicembre 1873, Mary Georgiana Marjoribanks (1850-14 marzo 1909), figlia di Dudley Marjoribanks, I barone Tweedmouth. Ebbero cinque figli:
- Matthew Ridley, II visconte Ridley (6 dicembre 1874-14 febbraio 1916);
- Cecilia Marjorie Ridley (1879-16 agosto 1896);
- Stella Ridley (1884-8 giugno 1973), sposò in prime nozze Rupert Sackville Gwynne e in seconde nozze John Hamilton;
- Sir Jasper Nicholas Ridley (6 gennaio 1887-1 ottobre 1951), sposò Natalie Louise von Benckendorff, ebbero cinque figli;
- Grace Ridley (1889-22 settembre 1959), sposò Roundell Palmer, III conte di Selborne, ebbero sette figli.

## Morte
Morì il 28 novembre 1904 nella sua tenuta di Blagdon Hall.